# Ебінума Масасі
Ебінума Масасі  (яп. 海老沼 匡, 15 лютого 1990) — японський дзюдоїст, олімпійський медаліст, триразовий чемпіон світу.

## Виступи на Олімпіадах
| Олімпіада   | Дисципліна           | Місце |
| ----------- | -------------------- | ----- |
| Лондон 2012 | напівлегка категорія | 3     |
| Ріо 2016    | напівлегка категорія | 3     |